# DMC1
DMC1 (англ. DNA meiotic recombinase 1) – білок, який кодується однойменним геном, розташованим у людей на короткому плечі 22-ї хромосоми. Довжина поліпептидного ланцюга білка становить 340 амінокислот, а молекулярна маса — 37 681.
| 10         |  | 20         |  | 30         |  | 40         |  | 50         |
| ---------- |  | ---------- |  | ---------- |  | ---------- |  | ---------- |
| MKEDQVVAEE |  | PGFQDEEESL |  | FQDIDLLQKH |  | GINVADIKKL |  | KSVGICTIKG |
| IQMTTRRALC |  | NVKGLSEAKV |  | DKIKEAANKL |  | IEPGFLTAFE |  | YSEKRKMVFH |
| ITTGSQEFDK |  | LLGGGIESMA |  | ITEAFGEFRT |  | GKTQLSHTLC |  | VTAQLPGAGG |
| YPGGKIIFID |  | TENTFRPDRL |  | RDIADRFNVD |  | HDAVLDNVLY |  | ARAYTSEHQM |
| ELLDYVAAKF |  | HEEAGIFKLL |  | IIDSIMALFR |  | VDFSGRGELA |  | ERQQKLAQML |
| SRLQKISEEY |  | NVAVFVTNQM |  | TADPGATMTF |  | QADPKKPIGG |  | HILAHASTTR |
| ISLRKGRGEL |  | RIAKIYDSPE |  | MPENEATFAI |  | TAGGIGDAKE |  |            |

A: Аланін

C: Цистеїн

D: Аспарагінова кислота

E: Глутамінова кислота

F: Фенілаланін

G: Гліцин

H: Гістидин

I: Ізолейцин

K: Лізин

L: Лейцин

M: Метіонін

N: Аспарагін

P: Пролін

Q: Глутамін

R: Аргінін

S: Серин

T: Треонін

V: Валін

Задіяний у таких біологічних процесах, як клітинний цикл, мейоз, альтернативний сплайсинг. 
Білок має сайт для зв'язування з АТФ, нуклеотидами, ДНК. 
Локалізований у ядрі, хромосомах.